# Friedrich August Baumbach
Friedrich August Baumbach (* 11. September 1753 in Gotha; † 30. November 1813 in Leipzig) war ein deutscher Komponist, Dirigent und Musikschriftsteller. Daneben machte er sich als Sänger, Pianist und Mandolinenspieler einen Namen.

## Leben
Baumbach wurde am 12. September 1753 in Gotha getauft, ist dann aber erst wieder 1777 in Hamburg nachweisbar. Baumbach wirkte dort zunächst als Kapellmeister der Hamburgischen Staatsoper von 1778 bis 1789; dazwischen reiste er 1780 über Riga für zwei Jahre nach Sankt Petersburg, bevor er die folgenden Jahre in Riga und Moskau wirkte. Ab 1790 lebte er bis zu seinem Tod in Leipzig.
Zu Baumbachs Werk gehören sechs Klaviersonaten, Lieder mit Klavier- oder Gitarrenbegleitung, Kantaten sowie diverse Kompositionen für Solo-Gitarre, darunter ein Rondo. Eines seiner Lieder, Die Forelle, diente mit großer Wahrscheinlichkeit als Vorlage für das berühmte gleichnamige Lied von Franz Schubert.